# Broncolitiasis
La  broncolitiasis es la formación de material calcificado u osificado en el árbol bronquial
- Puede ser debida (etiología):
  - Linfadenitis granulomatosa
  - Aspiración de cuerpo extraño con impacto en la vía broquial.
  - Erosión mucosa y depósito de cartílago calcificado en la vía broquial.
  - Calcificación de adenoma bronquial.
  - Calcificación de un broncocele en la Aspergolosis alérgica broncopulmonar.
  - Fístula nefrobronquial
  - Extensión de placa calcificada pleural.

- Datos: Q5734225